# 6-Stunden-Rennen von Mexiko-Stadt 2017

Streckenlayout des Autódromo Hermanos Rodríguez

Das 6-Stunden-Rennen von Mexiko-Stadt 2017, auch WEC 6 Hours of Mexico 2017, fand am 3. September auf dem Autódromo Hermanos Rodríguez statt und war der fünfte Wertungslauf der FIA-Langstrecken-Weltmeisterschaft dieses Jahres.

## Das Rennen
Porsche konnte sich in dem Rennen im 919 Hybrid gegen Toyota durchsetzen und den dritten Titel in Folge sichern. Nachdem der Wagen mit der Startnummer #1 eine Durchfahrtstrafe erhalten hatte, konnte sich die #2 den Sieg holen. Den Wagen von Toyota fehlte es vor allem an Geschwindigkeit gegenüber den überlegenen 919 Hybrid.
In der LMP2 kostete ein Kupplungsdefekt der #38 dem Wagen ganze acht Runden und schrumpfte den Vorsprung von Jackie Chan DC Racing.

## Ergebnisse

### Schlussklassement
| Pos.        | Klass     | Nr. | Team                      | Fahrer                                                      | Fahrzeug                 | Runden |
| ----------- | --------- | --- | ------------------------- | ----------------------------------------------------------- | ------------------------ | ------ |
| 1           | LMP1      | 2   | Porsche LMP Team          | Timo Bernhard Earl Bamber Brendon Hartley                   | Porsche 919 Hybrid       | 240    |
| 2           | LMP1      | 1   | Porsche LMP Team          | Neel Jani Nick Tandy André Lotterer                         | Porsche 919 Hybrid       | 240    |
| 3           | LMP1      | 8   | Toyota Gazoo Racing       | Anthony Davidson Sébastien Buemi Kazuki Nakajima            | Toyota TS050 Hybrid      | 239    |
| 4           | LMP1      | 7   | Toyota Gazoo Racing       | Mike Conway Kamui Kobayashi José María López                | Toyota TS050 Hybrid      | 239    |
| 5           | LMP2      | 31  | Vaillante Rebellion       | Julien Canal Nicolas Prost Bruno Senna                      | Oreca 07                 | 219    |
| 6           | LMP2      | 36  | Signatech Alpine Matmut   | Nicolas Lapierre Gustavo Menezes Matt Rao                   | Alpine A470              | 219    |
| 7           | LMP2      | 24  | CEFC Manor TRS Racing     | Tor Graves Jonathan Hirschi Jean-Éric Vergne                | Oreca 07                 | 219    |
| 8           | LMP2      | 26  | G-Drive Racing            | Roman Rusinov Pierre Thiriet Alex Lynn                      | Oreca 07                 | 219    |
| 9           | LMP2      | 13  | Vaillante Rebellion       | Mathias Beche David Heinemeier Hansson Nelson Piquet junior | Oreca 07                 | 218    |
| 10          | LMP2      | 37  | Jackie Chan DC Racing     | David Cheng Alex Brundle Tristan Gommendy                   | Oreca 07                 | 218    |
| 11          | LMP2      | 28  | TDS Racing                | François Perrodo Matthieu Vaxiviere Emmanuel Collard        | Oreca 07                 | 218    |
| 12          | LMP2      | 25  | CEFC Manor TRS Racing     | Roberto González Simon Trummer Witali Petrov                | Oreca 07                 | 217    |
| 13          | LMP2      | 38  | Jackie Chan DC Racing     | Ho-Pin Tung Oliver Jarvis Thomas Laurent                    | Oreca 07                 | 211    |
| 14          | LMGTE Pro | 95  | Aston Martin Racing       | Marco Sørensen Nicki Thiim                                  | Aston Martin Vantage GTE | 209    |
| 15          | LMGTE Pro | 71  | AF Corse                  | Sam Bird Davide Rigon                                       | Ferrari 488 GTE          | 209    |
| 16          | LMGTE Pro | 91  | Porsche GT Team           | Richard Lietz Frédéric Makowiecki                           | Porsche 911 RSR          | 208    |
| 17          | LMGTE Pro | 67  | Ford Chip Ganassi Team UK | Andy Priaulx Harry Tincknell                                | Ford GT                  | 207    |
| 18          | LMGTE Pro | 92  | Porsche GT Team           | Michael Christensen Kévin Estre                             | Porsche 911 RSR          | 207    |
| 19          | LMGTE Pro | 51  | AF Corse                  | James Calado Alessandro Pier Guidi                          | Ferrari 488 GTE          | 206    |
| 20          | LMGTE Pro | 66  | Ford Chip Ganassi Team UK | Stefan Mücke Olivier Pla                                    | Ford GT                  | 205    |
| 21          | LMGTE Am  | 77  | Dempsey-Proton Racing     | Christian Ried Matteo Cairoli Marvin Dienst                 | Porsche 911 RSR          | 204    |
| 22          | LMGTE Am  | 98  | Aston Martin Racing       | Paul Dalla Lana Pedro Lamy Mathias Lauda                    | Aston Martin Vantage GTE | 203    |
| 23          | LMGTE Am  | 86  | Gulf Racing UK            | Mike Wainwright Ben Parker Nick Foster                      | Porsche 911 RSR          | 203    |
| 24          | LMGTE Am  | 54  | Spirit of Race            | Thomas Flohr Francesco Castellacci Miguel Molina            | Ferrari 488 GTE          | 209    |
| 25          | LMGTE Am  | 61  | Clearwater Racing         | Weng Sun Mok Keita Sawa Matt Griffin                        | Ferrari 488 GTE          | 199    |
| Ausgefallen |           |     |                           |                                                             |                          |        |
| 26          | LMGTE Pro | 97  | Aston Martin Racing       | Darren Turner Jonny Adam Daniel Serra                       | Aston Martin Vantage GTE | 83     |

### Nur in der Meldeliste
Zu diesem Rennen sind keine weiteren Meldungen bekannt.

### Klassensieger
| Klasse    | Fahrer         | Fahrer         | Fahrer          | Fahrzeug                 | Platzierung im Gesamtklassement |
| --------- | -------------- | -------------- | --------------- | ------------------------ | ------------------------------- |
| LMP1      | Timo Bernhard  | Earl Bamber    | Brendon Hartley | Porsche 919 Hybrid       | Gesamtsieg                      |
| LMP2      | Julien Canal   | Nicolas Prost  | Bruno Senna     | Oreca 07                 | Rang 5                          |
| LMGTE Pro | Marco Sørensen | Nicki Thiim    |                 | Aston Martin Vantage GTE | Rang 14                         |
| LMGTE Am  | Christian Ried | Matteo Cairoli | Marvin Dienst   | Porsche 911 RSR          | Rang 21                         |

### Renndaten
- Gemeldet: 26
- Gestartet: 26
- Gewertet: 25
- Rennklassen: 4
- Zuschauer: unbekannt
- Wetter am Renntag: bewölkt
- Streckenlänge: 4,304 km
- Fahrzeit des Siegerteams: 6:00:05.757  Stunden
- Gesamtrunden des Siegerteams: 240
- Gesamtdistanz des Siegerteams: 1032,96 km
- Siegerschnitt: unbekannt
- Pole Position: – Porsche 919 Hybrid(#2)
- Schnellste Rennrunde: Brendon Hartley – Porsche 919 Hybrid– : 1:25.730
- Rennserie: 5. Lauf zum FIA-Langstrecken-Weltmeisterschaft 2017